# Callogorgia linguimaris
Callogorgia linguimaris är en korallart som beskrevs av Bayer och Stephen D. Cairns 2003. Callogorgia linguimaris ingår i släktet Callogorgia och familjen Primnoidae. Inga underarter finns listade i Catalogue of Life.